# Trischa Zorn
Trischa Zorn, née le 1er juin 1964 à Orange en Californie, est une nageuse américaine. Aveugle de naissance, elle a participé à 7 paralympiades de 1980 à 2004 dans les catégories S12, SB12 et SM12. Elle a ainsi remporté 55 médailles paralympiques dont 41 médailles d'or, ce qui fait d'elle la sportive la plus titrée des Jeux paralympiques.

## Palmarès
| #     | Paralympiade   | |                                                     |                                                  | Total |
| ----- | -------------- | --- | --------------------------------------------------- | ------------------------------------------------ | ----- |
| 1     | Arnhem 1980    | 100 m nage libre 100 m papillon 100 m dos 200 m 4 nages 400 m 4 nages 4x100 m nage libre 4x100 m 4 nages                                                                        | 0                                                   | 0                                                | 7     |
| 2     | New York 1984  | 100 m nage libre 100 m papillon 100 m dos 200 m 4 nages 400 m 4 nages 4x100 m nage libre 4x100 m 4 nages ?                                                                      | 0                                                   | 0                                                | 10    |
| 3     | Séoul 1988     | 50 m brasse 50 m nage libre 100 m nage libre 100 m papillon 100 m dos 100 m brasse 200 m brasse 200 m 4 nages 400 m 4 nages 400 m nage libre 4x100 m nage libre 4x100 m 4 nages | 0                                                   | 0                                                | 12    |
| 4     | Barcelone 1992 | 50 m nage libre 100 m nage libre 100 m brasse 100 m dos 200 m brasse 200 m dos 200 m 4 nages 400 m 4 nages 4x100 m nage libre 4x100 m 4 nages                                   | 100 m papillon 400 m nage libre                     | 0                                                | 10 2  |
| 5     | Atlanta 1996   | 100 m dos 200 m 4 nages | 50 m nage libre 400 m nage libre 400 m 4 nages      | 100 m brasse 100 m nage libre 4x100 m nage libre | 2 3   |
| 6     | Sydney 2000    | 0 | 100 m dos 100 m brasse 100 m papillon 200 m 4 nages | 50 m brasse                                      | 4 1   |
| 7     | Athènes 2004   | 0 | 0                                                   | 100 m dos                                        | 1     |
| Total | Total          | 41 | 9                                                   | 5                                                | 55    |